# مورا موی، نیو ساوت ولز
مورا موی (به انگلیسی: Murrami) یک شهرک در استرالیا است که در نیو ساوت ولز واقع شده‌است.